# Avibras A-80 Falcão
Die Avibras A-80 Falcão ist ein Schulflugzeug des brasilianischen Herstellers Avibras.

## Geschichte
Die A-80 Falcão wurde als Anfängerschulflugzeug für die brasilianische Luftwaffe entwickelt, diese entschied sich jedoch für die Aerotec A.122, sodass nur ein Prototyp gebaut wurde.

## Konstruktion
Das Flugzeug wurde 1959 von José Carlos de Sousa Reis entworfen und wurde von einem Continental C65-8F mit 48 kW angetrieben. Die Maschine war als Tiefdecker mit konventionellem Leitwerk ausgelegt und verfügte über ein nicht einziehbares Bugradfahrwerk. Das Flugzeug war eine Holzrahmenkonstruktion, die mit Kunststoffgewebe bespannt war. Fluglehrer und Flugschüler saßen in einem geschlossenen Cockpit, dessen Haube sich zum Betreten nach hinten schieben ließ.

## Technische Daten
| Kenngröße             | Daten                            |
| --------------------- | -------------------------------- |
| Besatzung             | 1 + 1                            |
| Länge                 | 7,04 m                           |
| Spannweite            | 8,35 m                           |
| Höhe                  | ?                                |
| Flügelfläche          | 10 m²                            |
| Flügelstreckung       | 7                                |
| Leermasse             | 379 kg                           |
| max. Startmasse       | 584 kg                           |
| Reisegeschwindigkeit  | 185 km/h                         |
| Höchstgeschwindigkeit | 210 km/h                         |
| Dienstgipfelhöhe      | ?                                |
| Reichweite            | 563 km                           |
| Triebwerke            | 1 × Continental C65-8F mit 48 kW |